# Le Monde de la mort
Le Monde de la mort (titre original : Deathworld) est un roman de science-fiction d’Harry Harrison. Publié aux États-Unis en 1960, le roman est finaliste du prix Hugo 1961 dans la catégorie « Meilleur roman ».
Paru en France en 1969 chez Albin Michel sous le titre Les Trois Solutions, il a par la suite été publié chez J'ai lu sous le titre Le Monde de la mort en 1979 et Deathworld : Le Monde de la mort lors de rééditions chez Bragelonne en 2006 et en 2014.
Le roman évoque la tentative du héros pour découvrir les raisons du rejet des humains par toutes les formes de vie sur une planète lointaine, ce rejet menaçant d'anéantir la présence humaine sur cette planète. Pour cela, il doit concilier deux factions humaines, apparemment irréconciliables, résidant sur la planète.

## Principaux personnages
- Jason dinAlt : héros du roman, jeune homme doté de « pouvoirs psi ».
- Kerk : ambassadeur de la planète Pyrrus sur la planète Cassylia.
- Méta : pilote d'astronef, jeune femme.
- Brucco : habitant de Pyrrus.
- Krannon : habitant de Pyrrus.
- Poli : chef-bibliothécaire.
- « Citadins » : membres d'un groupe humain vivant dans les villes de la planète Pyrrus.
- « Grubbers » : membres d'un groupe humain vivant dans les forêts de la planète Pyrrus.
- Rhes : chef des « Grubbers ».
- Naxa : jeune femme, membre des « Grubbers ».

## Résumé
Le roman est composé de 28 chapitres.
Jason dinAlt est un jeune homme doté de « pouvoirs psi » lui permettant de connaître certaines choses cachées. Il aime jouer dans les casinos, où il utilise ses pouvoirs pour gagner et forcer la chance. Sur la planète Cassylia, il est contacté par Kerk, un ambassadeur de la planète Pyrrus. Ce dernier lui propose de se rendre sur Pyrrus pour aider les humains à gagner une guerre contre les formes de vie végétales et animales de la planète. Ces formes de vie sont constamment agressives et semblent se liguer contre les humains. Comment gagner une guerre contre un ennemi de cette nature ? (chapitres 1 à 4).
Jason prend un vaisseau spatial pour se rendre sur Pyrrus ; durant le voyage il fait la connaissance de Méta, une pilote d'astronef, avec qui il noue une relation amicale (chapitre 5).
Arrivé sur la planète, Jason se rend vite compte que la vie sur ce « monde de la mort » est infernale. Tout d'abord, la gravité est le double de celle de la Terre, ce qui fait que chaque effort coûte beaucoup d'énergie et fatigue l'organisme. Le climat est constamment changeant et de fréquents séismes perturbent les activités humaines. Tout sur la planète semble ligué contre les humains. Les animaux, robustes et rusés, sont sans cesse en train de tourmenter les hommes, et les végétaux sont dotés de poisons violents. Jason suit un « stage de survie sur Pyrrus ». Puis, comme il faut bien commencer les recherches par un début, il souhaite lire les récits anciens de l'arrivée des humains sur la planète. En récoltant des documents dans la bibliothèque de la capitale, il fait une importante découverte : les habitants actuels de la ville (trente mille personnes) sont moins nombreux que le nombre d'habitants du début, trois siècles auparavant ! De plus, dans les années qui avaient suivi l'arrivée des humains, la faune et la flore étaient moins violentes et agressives qu'aujourd'hui (chapitres 6 à 13).
Jason est retenu prisonnier avec interdiction de fréquenter les autres Pyrrhusiens. Une phrase ambiguë de Kerk Pyrrus, qui évoque avec mépris et haine les « Grubbers », incite Jason à quitter soudainement ses hôtes et la ville pour se rendre dans la forêt. Il y rencontre effectivement les « Grubbers » et est fait prisonnier (chapitres 14 et 15).
La rencontre avec Rhes, le chef de la communauté des Grubbers, est décisive. Jason montre son humanité, sa bienveillance, et soigne Rhes d'une mort certaine. Il découvre que presque dès l'origine, après l'arrivée du premier vaisseau spatial sur la planète, les humains s'étaient scindés en deux parties. Une première partie avait créé la ville-capitale, dont sont issus ceux qui luttent actuellement pour leur survie (les « Citadins »), tandis qu'un autre groupe s'était installé ailleurs (les « Grubbers »). Ces derniers avaient composé avec la faune et la flore, parvenant même à domestiquer certaines espèces animales autochtones grâce à des « Parleurs » (Grubbers ayant la capacité à échanger télépathiquement avec les animaux locaux). Aujourd'hui, les Grubbers et les Citadins échangent épisodiquement des biens, mais les Citadins refusent de leur livrer des armes et des médicaments. Les Citadins détestent les Grubbers car ces derniers sont parvenus à composer avec la faune et la flore de la planète, ce qu'ils n'ont pas réussi à faire. À long terme les Citadins sont condamnés à tous mourir tandis que les Grubbers voient leur population légèrement augmenter au fil du temps. Pour leur part les Grubbers haïssent les Citadins qui refusent de leur vendre des médicaments et qui les empêchent d'accéder au commerce galactique : les Citadins disposent d'un vaisseau-spatial et les Grubbers n'en possèdent pas. Jason fait part de ses hypothèses à Rhes et se lie d'amitié avec lui. Rhes demande à Jason de servir d'intermédiaire et de faire en sorte qu'ils puissent commercer avec les planètes aux alentours, sans passer par les Citadins. Jason accepte et un plan est mis en œuvre pour faire croire aux Citadins qu'il n'a jamais rencontré le moindre Grubber (chapitres 16 à 19).
De retour dans la ville-capitale, Jason retrouve Kerk et lui fait son rapport sur ses découvertes. Les êtres vivants autochtones de la planète ont des pouvoirs télépathiques. Or les Citadins émettent des ondes négatives, de peur et de haine, tandis que les Grubbers, doux et pacifiques, ont su se faire accepter de la faune et la flore autochtones. Les animaux et les végétaux émettent des pensées de haine et de mort à l'encontre des Citadins. Il explique (sans évoquer les Grubbers) qu'il a acquis la certitude que « quelque chose » est à l'origine de la focalisation de l'agressivité des animaux et des plantes à l'encontre des Citadins. Avec Méta, et avec l'accord de Kerk, il prend un petit vaisseau de reconnaissance et tente, grâce à ses pouvoirs psi, de localiser la source d'émission de l'agressivité contre les Citadins. Il y parvient : la sources des ondes psi provient d'une caverne située à plusieurs centaines de kilomètres de là. De retour à la base, Jason propose d'ouvrir des négociations de paix avec les mystérieux ennemis. Kerk refuse fermement : on est en guerre, et une guerre implique selon lui l'anéantissement de l'ennemi (chapitres 20 et 21). 
Kerk organise une expédition chargée d'anéantir les habitants de la caverne. Jason presse Kerk de renoncer à son projet mais Kerk persiste. Jason obtient néanmoins la permission d'accompagner Kerk dans le vaisseau d'attaque. L'attaque n'est pas aussi réussie que l'espérait Kerk. Une bombe atomique est installée dans la caverne et explose, détruisant apparemment la source des ondes négatives. Mais de nombreux hommes du commando d'attaque sont morts. Lorsque le vaisseau revient à la ville, on découvre que celle-ci est violemment attaquée par des animaux. L'attaque contre la caverne n'aurait servi à rien ? Y-a-t-il eu diversion ? Kerk se demande aussi si Jason, volontairement ou non, l'a induit en erreur afin de fragiliser les forces de défense de la ville. Dans un accès de fureur, il est sur le point de tuer Jason, quand Méta s'interpose, laissant de précieuses secondes à Jason pour quitter le vaisseau à bord d'un module de secours (chapitre 22).
Jason s'écrase avec son module dans la jungle. Il est blessé et va mourir d'une infection. Il est attaqué par des animaux féroces. Il est secouru par des Grubbers qui l'ont vu lutter contre la mort et le soignent. Il se réveille, affaibli, quelques jours après. Mais l'un des habitants, doté de pouvoirs pré-cognitifs, annonce qu'un séisme est sur le point d'avoir lieu. Rhes ordonne l'évacuation du village ; Jason part avec eux (chapitres 23 et 24).
Jason fait part à Rhes et aux Grubbers d'un plan d'action. Il convient, selon lui, d'obliger les Citadins à accepter un armistice et à les forcer à coopérer avec les Grubbers et la vie autochtone. Alors qu'une attaque sera organisée en lien avec la faune et la flore d'un côté de la ville, il propose qu'une seconde attaque ait lieu de l'autre côté afin de s'emparer du vaisseau spatial des Citadins. Une fois le vaisseau pris, les Citadins seront forcés, pour survivre, d'accepter la paix imposée par Jason. Les Grubbers acceptent le plan risqué de Jason (chapitre 25).
L'attaque a lieu quelques jours après. C'est un succès : le vaisseau spatial est pris. Jason ordonne à Kerk de venir parlementer au sein du vaisseau. Rhes est présent (chapitre 26). 
Jason fait part à Kerk et à Rhes de l'ensemble de ses découvertes. Les Citadins ont toujours vécu dans le rejet, le refus, la haine, le mépris des formes de vie locales, tandis que les Grubbers s'y sont intégrés. La flore et la faune, pourvus de pouvoirs télépathiques, ressentent tout cela et considèrent les Citadins comme des ennemis à détruire à tout prix. Jason prouve ses dires en faisant une expérience avec un « oiseau-poison » local, dont le venin est mortel. Se montrant bienveillant à l'égard de l'animal, il peut le caresser sans se faire mordre. Invité à faire de même, Kerk parvient lui-aussi à caresser l'animal. Selon Jason, faute de pouvoir fusionner à court terme, Citadins et Grubbers devraient s'entendre pour coopérer loyalement. Jason propose que des Citadins préalablement sélectionnés aillent vivre chez les Grubbers, et vice-versa. Des Grubbers seraient aussi sélectionnés pour faire des voyages interplanétaires avec des Citadins, dans l'optique de restaurer les liens avec le reste de l'humanité. Les techniques Grubbers de survie et de coopération seront enseignées aux Citadins. D'ici une ou deux générations, les deux peuples devraient pouvoir s'entendre et fusionner. Kerk et Rhes acceptent les termes du traité de paix (chapitres 27 et 28).

## Publications
Liste des publications, selon le site officiel de l'auteur : cliquer sur l'onglet « Publication History ».

### Publications aux États-Unis
- Deathworld : nombreuses publications entre 1960 et 2017[1].

### Publications au Royaume-Uni
- Deathworld 1, 1973, éd. Sphere[2] ;
- Deathworld 1, 1977, éd. Sphere[3] ;
- Deathworld, 1979, éd. Sphere[4].

### Publications en France
- Les Trois Solutions (1969), éditions Albin Michel - Science-Fiction [5],[6] ;
- Le Monde de la mort (1979), éd. J'ai Lu, coll. « Science Fiction », no 911  (ISBN 2-277-11911-3)[7],[8] ;
- Deathworld : Le Monde de la mort (2006), éd. Bragelonne[9] ;
- Deathworld : Le Monde de la mort (2014), éd. Bragelonne[10].

### Publications dans d'autres pays occidentaux
Outre les parutions en anglais et en français, le roman a été publié :
- en Allemagne :
  - sous le titre Planet des falschen Zaubers (1961)[11],[12] ;
  - sous le titre Die Todeswelt (1966)[13] ;
- en Espagne sous le titre Mundo muerto (1962)[14], réédition en 1967[15] ;
- aux Pays-Bas sous le titre Doodsstrijd op Pyrrus (1967)[16] ;
- en Italie sous le titre Parte Prima, ou  Pianeta impossibile (1978)[17].

## Distinctions
Le roman est l'un des cinq finalistes du prix Hugo 1961 dans la catégorie « Meilleur roman », sans toutefois remporter le prix.